# حركة بروفو

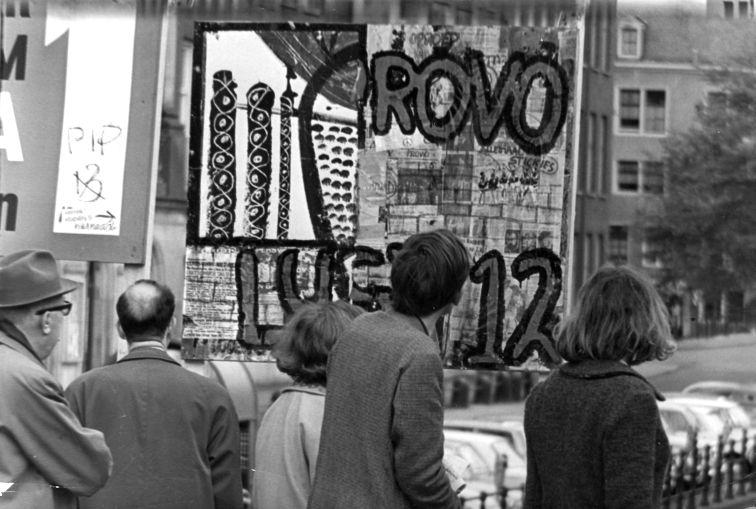

## بروفو
كانت بروفو حركة ثقافية مضادة هولندية في منتصف الستينات (1960), ركزت على إثارة ردود فعل عنيفة من السلطات باستخدام اعلان خال من العنف، وسبقتها حركة نوزم وتلتها حركة هيبيز.تأسست بروفو (25 مايو 1965), من قبل روبروت جاسبرغروتفيلد، وهو ناشط مكافح للتدخين والفوضوين رويل فان دويجن وروب ستولك.وقد استخدمت المصطلح للحركة ككل وللاعضاء الافراد، تم حل بروفو رسمياً في (13 مايو 1967).

## البداية
يعتقد أن بروفو تطورت من قبل الفنان جاسبر غروتفيلد لمكافحة التدخين في يونيو 1964.وفي العام التالي، ظهرت جماعات أخرى كمزيج من مجموعات صغيرة من الشباب المتعاطفين مع حركة الحظرالسلمية-حركة القنبلة.يعتقد أن رويل فان دويجن كان واضع نظرية هذه المجموعة، متأثراً بالفوضوية والدداوية هربرت ماركوسي والماركس دي ساد.بروفو استعارت اسمها من (Wouter Buikhuisen) من أطروحة الدكتوراه في عام 1965, والذي تحدث عن «صغار صانعي المتاعب» تمت تسميتهم بورفوProvos (وهي كلمة مشتقة من الكلمة الهولندية (Provoceren) وتعني التحريض).
يقول برنهاد دي فريس أن بروفو تضم أربع مجموعات من الناس:
- الأحداث: أولئك الذين يديرون الأحداث في أمستردام وأنتريوب، ويجمعون بين اللاعنف والدعابة السخيفة لاستفزاز الشرطة.
- ثقافة البيت وهبستر:
- المفكرين: أولئك الذين ينشرون أفكار بروفو في المجلات والكتيبات.
- النشطاء أو بروفو الشوارع: الذين شاركوا في أعمال مباشرة بقصد التأثير في الرأي العام.

## المجلة
في 12 يوليو 1965 نشرت أول مجلة لبروفو فقد تضمن (بيان بروفو) الذي كتبه رويل فان دويج،  كانت تطبع محتويات القنابل من أحد كتيبات القرن التاسع عشر، وفي نهاية المطاف صودرت المجلة.

وفي بروفو 12 , وَصَفت المجلة:
«لجميع أعضاء بروفو الذين هم ضد الراسمالية والشيوعية والفاشية والبيروقراطية والنزعة العسكرية والمهنية والعقائدية والاستبدادية، يجب على بروفو أن تختار بين اليأس أو المقاومة أو الإنقراض، بورفو يدعوا إلى المقاومة مع أنه سيخسر في النهاية، لكنه لا يستطيع أن يضيع الفرصة للقيام بمحاولة واحدة على الاقل من القلب لإستفزاز المجتمع، برفو هو المصدر الملهم للفوضى ويريد احياءها ويعلمها للشباب، بروفو هو الصورة.»

## الأحداث والأفكار
اكتسبت بروفو مكانة عالمية من خلال احتجاجاتها في حفل الزفاف الملكي للأميرة بياتريس في هولندا وكلوس فون أمسبرغ. وفي ذلك الوقت لم تكن الاسرة الملكية الهولندية تتمتع بشعبية كبيرة، وكان يعتقد أن فون أمسبرغ غير مقبول لدى العديد من الهولنديين بسبب عضويته في المؤسسة الهترلية خلال الحرب العالمية الثانية. تم الإعلان عن هذه المشاركة في حزيران. وفي تموز، ألقى البروفو كتيبات مناهضة للملكية من جسر إلى القارب الملكي.
وفي الفترة التي سبقت حفل الزفاف بروفو اختلقت خطاب مزيفا ً، بعد ان اعلنت الملكة جوليانا أنها ستصبح فوضوية وكانت تتفاوض لانتقال السلطة مع بروفو. وتم تنفيذ خطة الشائعات البيضاء كجزء من انتشار شائعات برية في أمستردام.بما في ذلك أن بروفو كانت تستعد لتفرغ مادة LSD في إمدادات المياه في المدينة. وقد دفعت هذه الاشاعات السلطات إلى طلب 2500 جندي للمساعدة في حراسة طريق الاستعراض. وقد تمكن بروفو، الذي كان يرتدي ملابس المواطنين العاديين، من التسلل إلى قنابل السكر والنترات الدخانية التي كانت تقصف الشرطة.
وانفجرت القنابل الأولى خلف القصر مباشرة بينما كان الموكب قد بدأ، ومع عجزهم على التعرف على بروفو، بالغت الشرطة في ردة فعلها تحول الزفاف إلى كارثة علاقات عامة.وفي الاسبوع التالي من حفل الزفاف، هاجمت الشرطة رعاة معرض صور توثق عنف الشرطة في الحفل.وفي اعقاب تلك الأحداث بدأ عدد من الكتاب والمفكريين المعروفين المطالبة بإجراء تحقيق مستقل في سلوك الشرطة.

## استفزاز الشرطة
سعت البروفو لإستفزاز الشرطة بطرق غير عنيفة، بهدف اعاقة السلطات، بقيادة جرودتفيلد بدأت بروفو حملة معلومات غير اعلامية لاظهار الجهل العام للمؤسسة بموضوع الماريجوانا.
بدأت البروفو بالإنهيار بسبب استهلاك الشاي والتبن والأعشاب بدل الماريجوانا الهندية.كما افتتح جرودتفيلد مع الفنان (Fred Wesels) "Afrikaans Drug Stoor" حيث باعوا الماريجوانا الهندية الحقيقية والمزيفة.

## الخطط البيضاء
فاز الجناح السياسي في بروفو بمقعد في مجلس مدينة أمستردام، ووضع «الخطط البيضاء». وأشهر هذه الخطط هي «خطة الدراجات البيضاء»، والتي تهدف إلى تحسين مشكلة النقل في أمستردام. وعموما سعت الخطط إلى معالجة المشاكل الاجتماعية وجعل أمستردام صالحة للعيش.
قائمة الخطط البيضاء:
- خطة الدراجات البيضاء

بمبادرة من Luud Schimmelpenninck، اقترحت الخطة إغلاق وسط أمستردام أمام جميع السيارات، بما في ذلك الدراجات النارية، بهدف تحسين وتيرة النقل العام بنسبة تزيد عن 40٪ وتوفير مليوني غيلدر سنويا.تم قبول سيارات الأجرة كوسائل ناقل شبه عامه، ولكن يجب أن تعمل بالطاقة الكهربائية وتصل سرعتها القصوى إلى 25m.اقترحت بروفو واحدة من أول أنظمة مشاركة الدراجات انها ستشتري البلدية 20,000 دراجة بيضاء سنويًا، والتي كانت ملكية عامة ومجانية للجميع لاستخدامها.بعد رفض الخطة من قبل سلطات المدينة، قررت رئيس الشرطة المضي قدما على أي حال. وقاموا بطلاء 50 دراجة باللون الأبيض وتركوها في الشوارع للاستخدام العام.وحجزت الشرطة الدراجات لأنها انتهكت القانون البلدي الذي يحظر على المواطنين ترك الدراجات دون قفلها. بعد أن أعيدت الدراجات إلى برفو، قاموا بتزويدها جميعًا بأقفال مركبة وطلاء التركيبات على الدراجات.
- خطة المدخنة البيضاء

اقترحت فرض ضرائب على ملوثات الهواء وطلاء مداخن الملوثات الخطيرة باللون الأبيض.
- خطة النساء البيض

اقترحت شبكة من العيادات التي تقدم المشورة ووسائل منع الحمل، وذلك في المقام الأول لصالح النساء والفتيات، وبهدف تقليل حالات الحمل غير المرغوب فيها.وكانت الخطة هي دعوة الفتيات في سن السادسة عشر لزيارة العيادة ودعوة المدارس إلى تعليم التربية الجنسية.وزعمت خطة النساء البيضاء أنه من غير المسؤول عقد الزواج كعذراء.
- خطة الدجاج البيضاء

اقترح لاعادة تنظيم الشرطة لامستردام وتسمى «كيب» بالعامية الهولندية تعني «الدجاج».ووبموجب الخطة سيتم نزع سلاح الشرطة ووضعه تحت سلطة المجلس البلدي بدلا من رئيس البلدية.وبهذا تصبح البلديات قادرة على انتخاب رئيس شرطتها بشكل ديموقراطي.وكان رئيس الشرطة يهدف إلى هذا الهيكل المنقح لتحويل الشرطة من الحرس إلى مصلح اجتماعي.
- خطة الإسكان البيضاء

سعت إلى معالجة مشكلة الإسكان الحادة في امستردام من خلال خطر المضاربة في بناء الإسكان، وتشجيع الاستيلاء على المباني الفارغة.وكانت الخطة قد تصورت ساحة ووترلويلين كسوق في الهواء الطلق، ودعت إلى التخلي عن الخطط الرامية إلى إنشاء قاعدة بلدية جديدة.
- خطة الأطفال البيضاء

اقتراح الابوة والامومة المشتركة في مجموعات من خمسة أزواج، ويناوب الاباء على رعاية أطفال المجموعة في يوم مختلف من الاسبوع.
- خطة الضحية البيضاء

اقترحت ان أي شخص يتسبب في الموت أثناء القيادة سيضطر إلى بناء نصب تذكاري تحذيري في موقع الاصطتدام المروري عن طريق نحت مخطط الضحية بعمق بوصة واحدة في الرصيف وتعبئته بمدافع الهاون البيضاء.
- خطة السيارة البيضاء

مشروع مشاركة السيارات مقترح من شيمبيسنك يحتوي على سيارات كهربائية يمكن استخدامها من قبل الناس.وقد تم تحقيقه في وقت لاحق بطريقة محدودة كنظام فيتكار من عام 1974 حتى عام 1986.

## النهاية
بلغت التوترات ذروتها مع الشرطة في حزيران 1966 , عندما توفي عامل بناء جان ويجيلار أثناء المظاهرة، ودعا عمال البناء إلى اضراب، كما سار عبر امستردام أعداد كبيرة من العمال والمتعاطفين معهم، وبما في ذلك بروفو وقاتل المتظاهرين الشرطة في الشوارع وهاجموا مكاتب ومركبات دي تلغراف.وفي الوقت نفسه، شارك بروفو في احتجاجات الطلاب اليساريين ضد حرب فيتنام. وحظرت المظاهرات، مما ادى إلى زيادة حجمها وسيطرتها.ردت الشرطة بقوة متزايدة، وبحلول منتصف عام 1966 تم اعتقال الاشخاص كل اسبوع.وأدت وحشية الشرطة إلى زيادة التعاطف مع البروفو والمتظاهرين المناهضين للحرب بين عامة الناس، وفتح تحقيق رسمي في الازمة.وفي نهاية المطاف أدت هذه الاحداث إلى اقالة رئيس شرطة امستردام ه.ج.خان دير موان  في عام 1966واستقالة رئيس البلدية العمدة جيسبرت فان هول في عام 1967.بعد ازال فان هول قرر غروتفيلد وروب ستولك (طابع مجلة بروفو) انهاء بروفو.قال ستولك:«يجب أن يختفي بروفو لان كل الرجال العظماء الذين جعلونا عظماء قد رحلوا» في إشارة إلى عدويين لدودين لبروفوا، فان هول وفان دير مولين.

## بعد بروفو
وقد استمر بعض أعضاء البرلمان في كابوتور الفوضوي، الذي أسسه رويل فان دويجن، كما عاد البروفو السابق إلى الظهور في غرينلفوت الهولندي، وهو حزب سياسي أخضر.

## التأثير
ظهرت العديد من مجموعات بروفو في مدن أخرى في كل من هولندا وبلجيكيا وإيطاليا ونيويورك. ونظمت ستوكهولم حرباً ضد الاسلحة النووية تحت اسم بروفيز.وفي لندن «الموت واعادة ولادة صحيفة انترناشونال تايمز», بعد مداهمة الشرطة على أول ورقة سرية بيريطانية، كان يعتبر حدثاً من أحداث برفو.

## وصلات خارجية
- أممية موقفية